# Рихвин (Вердюн)
Рихвин Верденски (на латински: Ricuvinus, на немски: Richwin, на френски: Richwin, Ricuin; † убит 15 ноември 923) е граф на Вердюн през 9 и 10 век (пр. 895 – 923).

## Живот
Роднина е на Ото I Велики, крал на Източното франкско кралство.
На 23 януари 899 г. заедно с Вигерих е на страната на краля на Лотарингия Цвентиболд. На 12 февруари 912 г. Рихвин е в свитата на западно римския крал Шарл III и на 9 януари 916 г. в Ерстал отново с Вигерих и сина му Ото. След смъртта на Вигерих († 919) той се жени за неговата вдовица Кунигунда.
През 921 г. Рихвин участва в бунта на големите от Лотарингия против Шарл III в полза на източнофранксия крал Хайнрих I Птицелов. На 15 ноември 923 той е убит в леглото му от Бозо, граф на Прованс, вероятно по нареждане на доведения му син Адалберо I, бъдещият епископ на Мец.

## Фамилия
∞ 1. за дъщеря на граф Ингелрам, вероятно от род Лиудолфинги. Те имат един син:
- Ото I Верденски († пролетта 944) е през 923 – 944 г. граф на Вердюн и от 940 г. херцог на Лотарингия.

∞ 2. през 919 г. за Кунигунда (* 888/895; † след 923) от род Регинариди, по майчина линия внучка на краля на Западното франкско кралство Луи II Заекващия, вдовица на пфалцграфа на Лотарингия Вигерих († 919). Двамата нямат деца.